# 金成一
金成一（谚文：김성일，朝鲜汉字：金成一，1990年12月19日—），是韩国男子短道速滑运动员。他是2010年冬季奧林匹克运动会短道速滑比賽5000米接力亚军。

## 职业生涯
2010年温哥华冬奥会中，金成一获得5000米接力银牌。之后在2010年世界短道速滑锦标赛中，他又获得2010年世界短道速滑锦标赛5000米接力金牌。

## 资料来源
- 2010世界短道速滑锦标赛官方网站(英文)
- 金成一-国际滑冰联盟（ISU）